# Радивилівська міська рада
Радиви́лівська міська́ ра́да — орган місцевого самоврядування в Радивилівському районі Рівненської області. Адміністративний центр — місто Радивилів.

## Загальні відомості
- Територія ради: 5,06 км²
- Населення ради: 10 487 осіб (станом на 1 січня 2011 року)
- Територією ради протікає річка Слонівка.

## Населені пункти
Міській раді підпорядковані населені пункти:
- м. Радивилів

## Склад ради
Рада складається з 30 депутатів та голови.
- Голова ради: Карапетян Микола Аракелович
- Секретар ради: Юсюк Ольга Михайлівна

### Керівний склад попередніх скликань
| Прізвище, ім'я, по батькові | Основні відомості                                               | Дата обрання | Дата звільнення |
| --------------------------- | --------------------------------------------------------------- | ------------ | --------------- |
| Карапетян Микола Аракелович | Міський голова, 1959 року народження, освіта вища, безпартійний | 26.03.2006   | 31.10.2010      |
| Карапетян Микола Аракелович | Міський голова, 1959 року народження, освіта вища, безпартійний | 31.10.2010   |                 |

Примітка: таблиця складена за даними сайту Верховної Ради України

### Депутати
За результатами місцевих виборів 2010 року депутатами ради стали:

#### За суб'єктами висування
| Суб'єкт висування                                       | Кількість обраних депутатів | %    |
| ------------------------------------------------------- | --------------------------- | ---- |
| Соціалістична партія України                            | 7                           | 23,3 |
| Партія регіонів                                         | 6                           | 20   |
| Політична партія Всеукраїнське об'єднання «Батьківщина» | 4                           | 13,3 |
| Політична партія Всеукраїнське об'єднання «Свобода»     | 3                           | 10   |
| Політична партія «Наша Україна»                         | 3                           | 10   |
| Політична партія «Фронт Змін»                           | 3                           | 10   |
| Єдиний Центр                                            | 2                           | 6,7  |
| Політична партія «Сильна Україна»                       | 2                           | 6,7  |

#### За округами
| № округу                                                | Прізвище, ім'я, по батькові           | Дата визнання обраним | Освіта             | Партійна приналежність                        | Відомості про обраного депутата                                                 |
| ------------------------------------------------------- | ------------------------------------- | --------------------- | ------------------ | --------------------------------------------- | ------------------------------------------------------------------------------- |
| Єдиний Центр                                            |                                       |                       |                    |                                               |                                                                                 |
| 10                                                      | Пизов Семен Ілліч                     | 05.11.2010            | вища               | позапартійний                                 | Радивилівська школа мистецтв, викладач                                          |
| 14                                                      | Надточий Михайло Вікторович           | 05.11.2010            | вища               | позапартійний                                 | тимчасово не працює                                                             |
| Партія регіонів                                         |                                       |                       |                    |                                               |                                                                                 |
| б/м                                                     | Мендак Володимир Борисович            | 05.11.2010            | вища               | член Партії регіонів                          | Радивилівська міська рада, інспектор з благоустрою, земельних робіт та екології |
| б/м                                                     | Льовін Людмила Антонівна              | 05.11.2010            | вища               | член Партії регіонів                          | Радивилівська міська рада, землевпорядник                                       |
| 2                                                       | Юсюк Ольга Михайлівна                 | 05.11.2010            | вища               | член Партії регіонів                          | Радивилівська міська рада, секретар ради                                        |
| 4                                                       | Мороз Леонід Петрович                 | 05.11.2010            | середня            | член Партії регіонів                          | Радивилівський комбінат хлібопродуктів, водій пожежного автомобіля              |
| 7                                                       | Морозюк Лариса Володимирівна          | 05.11.2010            | вища               | позапартійна                                  | Радивилівський НВК «школа № 1-гімназія», вчитель                                |
| 8                                                       | Мельник Оксана Олександрівна          | 05.11.2010            | вища               | позапартійна                                  | Радивилівська районна служба молоді, керівник підліткового клубу                |
| Політична партія Всеукраїнське об'єднання «Батьківщина» |                                       |                       |                    |                                               |                                                                                 |
| б/м                                                     | Барабаш Іван Олександрович            | 05.11.2010            | вища               | член Всеукраїнського об'єднання «Батьківщина» | Радивилівський профліцей, викладач спецдисциплін                                |
| б/м                                                     | Капуста Олена Павлівна                | 05.11.2010            | вища               | член Всеукраїнського об'єднання «Батьківщина» | Райвідділ охорони здоров'я РДА, економіст                                       |
| б/м                                                     | Ревко Михайло Володимирович           | 05.11.2010            | вища               | позапартійний                                 | Радивилівський профліцей, майстер виробничого навчання                          |
| 5                                                       | Черешньовський Анатолій Васильович    | 05.11.2010            | вища               | позапартійний                                 | Радивилівська РЛ, лікар УЗД                                                     |
| Політична партія Всеукраїнське об'єднання «Свобода»     |                                       |                       |                    |                                               |                                                                                 |
| б/м                                                     | Ковальчук Василь Амброзійович         | 05.11.2010            | середня спеціальна | член Всеукраїнського об'єднання «Свобода»     | приватний підприємець                                                           |
| б/м                                                     | Кондик Любов Миколаївна               | 05.11.2010            | середня            | член Всеукраїнського об'єднання «Свобода»     | приватний підприємець                                                           |
| 12                                                      | Росоловський Сергій Федорович         | 05.11.2010            | вища               | член Всеукраїнського об'єднання «Свобода»     | ЗАТ «Ей-І-Ес» Рівнеенерго, інженер                                              |
| Політична партія «Наша Україна»                         |                                       |                       |                    |                                               |                                                                                 |
| б/м                                                     | Микитенко Анатолій Анатолійович       | 05.11.2010            | вища               | член Політичної партії «Наша Україна»         | ТОВ ШТП «Маяк», менеджер                                                        |
| б/м                                                     | Маркович Віктор Олексійович           | 05.11.2010            | вища               | член Політичної партії «Наша Україна»         | КП «Модуль», інженер проекту                                                    |
| 13                                                      | Герасимчук Тарас Миколайович          | 05.11.2010            | вища               | позапартійний                                 | тимчасово не працює                                                             |
| Політична партія «Сильна Україна»                       |                                       |                       |                    |                                               |                                                                                 |
| 1                                                       | Желізняк Ольга Володимиро-Ярославівна | 05.11.2010            | вища               | позапартійна                                  | Радивилівська РЛ, завідувач неврологічним відділенням                           |
| 11                                                      | Крохун Юрій Петрович                  | 05.11.2010            | середня            | позапартійний                                 | пенсіонер                                                                       |
| Політична партія «Фронт Змін»                           |                                       |                       |                    |                                               |                                                                                 |
| б/м                                                     | Іськів Віталій Омелянович             | 05.11.2010            | вища               | член Політичної партії «Фронт Змін»           | КХП Радивилів, старший майстер                                                  |
| б/м                                                     | Каючко Олександр Володимирович        | 05.11.2010            | вища               | член Політичної партії «Фронт Змін»           | ТОВ Захід-Термо, начальник торгового відділу                                    |
| 6                                                       | Хрущ Анатолій Степанович              | 05.11.2010            | вища               | член Політичної партії «Фронт Змін»           | ТОВ Західний сокооцитовий завод, головний інженер                               |
| Соціалістична партія України                            |                                       |                       |                    |                                               |                                                                                 |
| б/м                                                     | Котюк Михайло Федорович               | 05.11.2010            | вища               | член Соціалістичної партії України            | пенсіонер                                                                       |
| б/м                                                     | Мартинюк Микола Вікторович            | 05.11.2010            | вища               | позапартійний                                 | приватний підприємець                                                           |
| б/м                                                     | Салійчук Вадим Володимирович          | 05.11.2010            | вища               | член Соціалістичної партії України            | Профліцей, заввідділу                                                           |
| б/м                                                     | Молінський Іван Олексійович           | 05.11.2010            | вища               | член Соціалістичної партії України            | Благодійний фонд «За відродження», заввідділу                                   |
| 3                                                       | Ручкін В'ячеслав Іванович             | 05.11.2010            | вища               | позапартійний                                 | Комплексна дитяча юнацька спортивна школа, тренер легкої атлетики               |
| 9                                                       | Форемна Валентина Володимирівна       | 05.11.2010            | вища               | позапартійна                                  | Радивилівська загальноосвітня школа № 2, вчитель                                |
| 15                                                      | Ковальов Андрій Іванович              | 05.11.2010            | вища               | позапартійний                                 | КП"Радивилівводоканал, директор                                                 |